# 九龍巴士230X線
九龍巴士230X線是香港的一條新界巴士路線，由九龍巴士（一九三三）有限公司營辦，於1992年6月1日起投入服務，在平日上午繁忙時間由荃灣（荃威花園）單向前往黃埔花園。230X線由荃威花園開出後經大涌道直接駛上荃灣路前往美孚，再取道西九龍走廊直達旺角，並繞經尖沙咀前往紅磡。230X線設有特別服務路線R230，於舉行渣打香港馬拉松時由荃灣（荃威花園）單向前往尖沙咀東（麼地道）。

## 歷史
230X線於1992年6月1日起投入服務，在平日上午繁忙時間由荃威花園單向前往黃埔花園，以紓緩地鐵彌敦道沿綫在繁忙時間的擠迫情況。和全日服務的九龍巴士30X線不同，230X線不經荃灣站及大河道一帶，經大涌道直接駛上荃灣路前往美孚，然後取道西九龍走廊前往旺角及尖沙咀，惟30X與230X線在《路線表令》中被視為兩條獨立路線，彼此互不隸屬。2019年2月2日起，230X線星期六的班次減至07:40及08:10兩班。
R230線則於2018年1月21日起開辦，於渣打香港馬拉松舉行當日凌晨由荃威花園單向前往尖沙咀東（麼地道），途經荃灣市中心及海濱花園後便不停站直達漆咸道南近香港科學館及尖沙咀東（麼地道）巴士總站。

## 服務時間及班次
230X線所有班次皆由荃灣（荃威花園）開出，星期一至五上午繁忙時間提供三個固定班次，星期六則只開兩班車，列表如下：
| 服務日期   | 服務時間            |
| ---------- | ------------------- |
| 星期一至五 | 07:40、07:55、08:10 |
| 星期六     | 07:40、08:10        |

R230線則只於渣打香港馬拉松舉行當日凌晨04:15由荃灣（荃威花園）開出其唯一班次。

## 收費
230X線全程收費為$10.6，設有美孚轉車站往黃埔花園$6.9及旺角鴉蘭街起往黃埔花園$5.6之分段收費；R230線全程收費為$17.3，並不設任何分段收費。
230X及R230線均設有12歲以下小童及65歲或以上長者半價優惠，當中60歲－64歲香港居民、65歲或以上長者與合資格殘疾人士如以指定八達通繳付兩線的車資，均可享有長者及合資格殘疾人士公共交通票價優惠計劃提供的$2票價優惠。乘客登車時需以現金或八達通卡繳付車資，不設找贖；而每位成人乘客可免費帶同最多兩名四歲以下而且不佔座位的兒童乘車。此外，乘客亦可透過多元化電子支付系統（e度嘟）繳付車資，乘客使用此付款方式不能享有與非九巴／龍運路線之轉乘優惠，亦不能享有「公共交通費用補貼計劃」及「長者及合資格殘疾人士乘車優惠計劃」。

## 行車路線

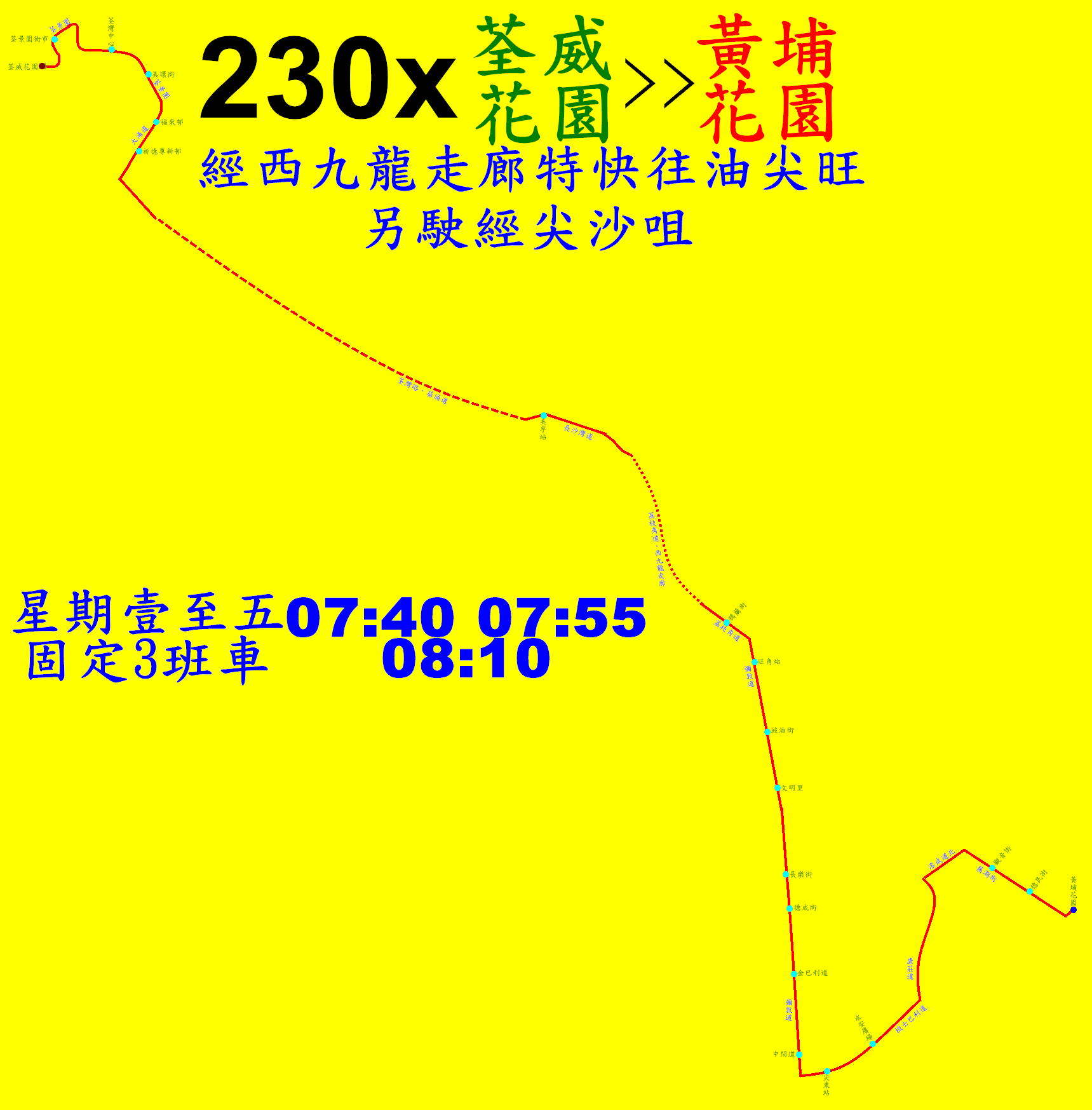
230X線的走線圖

230X線所有班次均由荃灣（荃威花園）開出，並經荃景圍、青山公路－荃灣段、大涌道、荃灣路、葵涌道、長沙灣道、荔枝角道、西九龍走廊、太子道西、荔枝角道、彌敦道、梳士巴利道、康莊道、漆咸道北、蕪湖街下通道、機利士南路、蕪湖街、德民街及德安街前往黃埔花園，具體停站請參考資訊框；R230所有班次均由荃灣（荃威花園）開出，並經荃景圍、青山公路－荃灣段、西樓角路、大河道、沙咀道、聯仁街、馬頭壩道、永順街、怡樂街、海濱花園巴士總站、怡樂街、永順街、德士古道、荃青交匯處、荃灣路、葵涌道、荔枝角道、西九龍走廊、渡船街、加士居道、漆咸道南、康莊道、順風道、安運道、暢運道、漆咸道南及梳士巴利道前往尖沙咀東（麼地道），具體停站請參考資訊框。

## 使用狀況
於《2013－2014年度巴士路線發展計劃》中，230X線每日平均乘客量為約279人次，平均每班車載客率為70%。港鐵觀塘綫延綫於2016年通車後，此路線最繁忙半小時平均載客率由該年1月至3月的64.2%上升至同年11月的65.7%，2017年則回落至52.2%。根據《2019－2020年度巴士路線發展計劃》，230X線最繁忙一小時內的載客率為50%，於美孚上落的乘客佔全線乘客量約15－20%，即約30人。

### 書籍
- 容偉釗. . BSI. 2002-06: 128. ISBN 9628414623 （中文（香港））.
- 容偉釗. . BSI. 2015-01: 163. ISBN 9628414720 （中文（香港））.

### 其他參考資料
1. 1 2 3 4  . 九龍巴士（一九三三）有限公司.   [2024-02-22]. （原始内容存档于2023-12-26） （中文（香港））.
2. 1 2 3  . 九龍巴士（一九三三）有限公司.   [2023-07-09]. （原始内容存档于2023-06-25） （中文（香港））.
3. ↑   (新闻稿). 香港政府新聞公報. 1992-05-30 （中文（香港））.
4. 1 2   (PDF). 2023年第134號法律公告. 2023-10-20: B3136-B3138  [2024-02-12]. （原始内容存档 (PDF)于2023-11-28） （中文（香港））.
5. ↑   (PDF). 九龍巴士（一九三三）有限公司.   [2019-01-30]. （原始内容 (PDF)存档于2021-05-14） （中文（香港））.
6. ↑   (PDF). 九龍巴士（一九三三）有限公司.   [2019-04-09]. （原始内容存档 (PDF)于2021-10-19） （中文（香港））.
7. ↑   (新闻稿). 九龍巴士（一九三三）有限公司. 2024-01-19  [2024-05-02]. （原始内容存档于2024-01-29） （中文（香港））.
8. 1 2  . 九龍巴士（一九三三）有限公司.   [2022-10-02]. （原始内容存档于2022-09-30）.
9. ↑  . 九龍巴士（一九三三）有限公司.   [2022-10-02]. （原始内容存档于2022-09-30）.
10. 1 2  . 九龍巴士（一九三三）有限公司.   [2022-10-02]. （原始内容存档于2022-10-02）.
11. ↑   (PDF). 九龍巴士（一九三三）有限公司.   [2024-05-02]. （原始内容存档 (PDF)于2024-01-18） （中文（香港））.
12. ↑  運輸署.  (PDF). 荃灣區議會交通及運輸委員會文件第32/12-13號. 2013-02: 附件7. （原始内容存档 (PDF)于2023-12-05） （中文（香港））.
13. ↑   (PDF). 運輸署. 2016-12: 附件1. （原始内容存档 (PDF)于2018-08-30） （中文（香港））.
14. ↑  運輸署.  (PDF). 九龍城區議會轄下交通及運輸事務委員會文件第03/17號. 2017-02: 附件1. （原始内容存档 (PDF)于2023-06-03） （中文（香港））.
15. ↑  運輸署.  (PDF). 荃灣區議會交通及運輸委員會文件第65/18-19號. 2019-01: 附件10. （原始内容存档 (PDF)于2022-06-23） （中文（香港））.